# L'Agraulet de Sent Nicolau
L'Agraulet Sent Nicolau (francès Lagraulet-Saint-Nicolas) és un municipi occità de Gascunya situat al departament de l'Alta Garona, a la regió Occitània.